# William Lombardy
William James Joseph Lombardy (* 4. Dezember 1937 in New York; † 13. Oktober 2017 in Martinez, Kalifornien) war ein US-amerikanischer Schach-Großmeister. Einer breiteren Öffentlichkeit wurde er durch seine langjährige Zusammenarbeit mit Bobby Fischer bekannt.

## Spielerlaufbahn

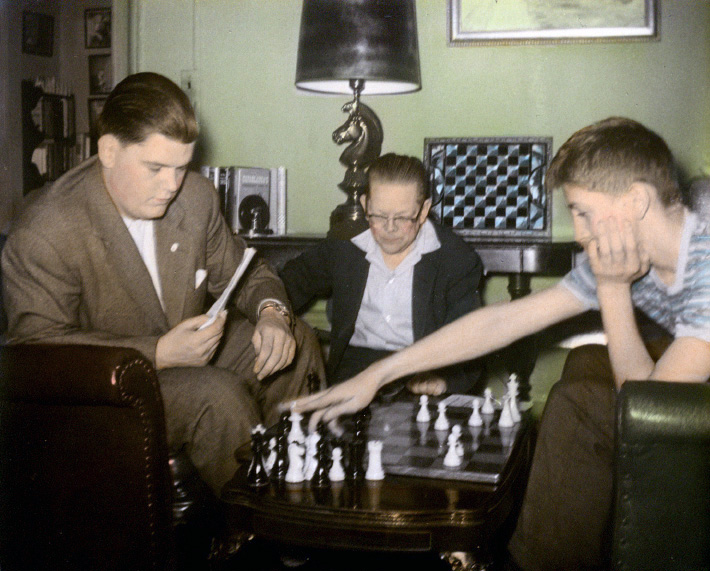
William Lombardy (links), sein Trainer John W. Collins (Mitte) und Bobby Fischer (rechts) in den 1950er Jahren

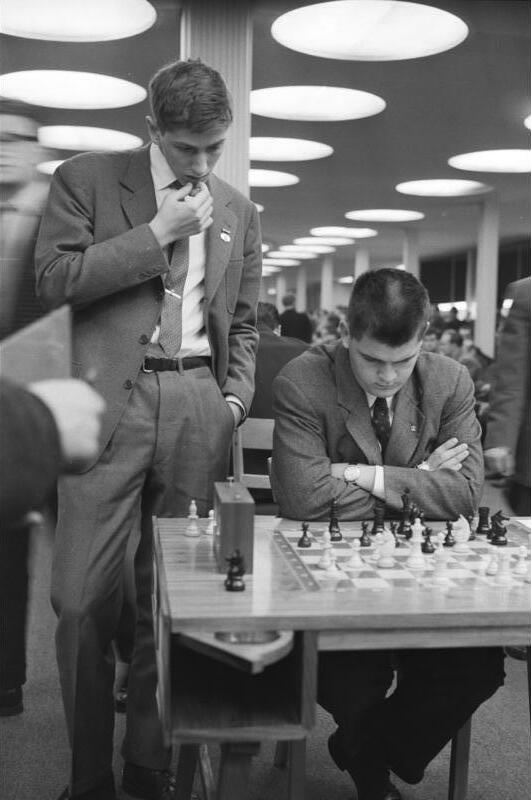
William Lombardy wird von Bobby Fischer am 29. Oktober 1960 beim Spiel gegen den Rumänen Radovici während der XIV. Schacholympiade im Leipziger Ringmessehaus beobachtet

Lombardy erlernte das Schachspielen als Zehnjähriger und trat 1952 dem Marshall Chess Club in New York bei, wo er am regulären internen Spielbetrieb und Mannschaftswettkämpfen teilnahm. Im Jahre 1954 gewann er die Meisterschaft des Staates New York, anschließend siegte er in der Meisterschaft 1954/55 des Marshall Chess Clubs. Im Jahre 1956 gewann Lombardy gemeinsam mit Larry Evans die offene Meisterschaft Kanadas (Evans wurde nach Wertung Erster); 1957 die Juniorenweltmeisterschaft U20 in Toronto mit dem bislang einzigartigen Endrundenresultat von elf Siegen in elf Partien. Im selben Jahr wurde ihm der Titel Internationaler Meister verliehen.
Im Jahre 1960 verlieh der Weltschachbund FIDE ihm den Titel Großmeister. Vorausgegangen war ein phänomenales Ergebnis Lombardys bei der Studentenmannschaftsweltmeisterschaft in Leningrad 1960, wo er am ersten Brett für die USA 12 Punkte aus 13 Partien erzielte und u. a. den späteren Weltmeister Boris Spasski bezwang. Die Vereinigten Staaten wurden sensationell vor der Sowjetunion und Jugoslawien Studentenweltmeister. Bei der US-Meisterschaft 1960/1961 wurde er Zweiter und qualifizierte sich für das Interzonenturnier, doch verzichtete er auf eine Teilnahme. 1963 und 1965 gewann er die offenen Meisterschaften der USA. Lombardy vertrat seine Heimat an den Schacholympiaden 1958, 1960, 1968, 1970, 1974, 1976 und 1978. 1976 in Haifa gewann er mit der amerikanischen Mannschaft Gold, 1970 in Siegen erhielt er Gold für das beste Ergebnis am ersten Reservebrett.
Im Jahre 1972 war er Fischers Sekundant beim Kampf um die Weltmeisterschaft gegen Boris Spasski. Dabei nahm Fischer seine Unterstützung in schachanalytischen Fragen jedoch kaum in Anspruch. Frank Brady bezeichnete ihn in Hinblick auf seine sonstigen Tätigkeiten bei der Weltmeisterschaft in seiner Fischer-Biographie jedoch als "den vielleicht wichtigste[n] Nebendarsteller [im Reykjaviker Drama]", beginnend damit, dass Fischer der Auslosung fernblieb und Lombardy als seinen Vertreter schickte, was einen Eklat auslöste.
Ab der 13. Wettkampfpartie wurde Lombardy, der an einer Erkältung litt, durch Lubomir Kavalek ersetzt.
Seine letzten Elo-gewerteten Partien spielte Lombardy im Februar 2009 beim Turnier „39th Annual World Amateur Team“ in Parsippany.
In dem Film Bauernopfer – Spiel der Könige aus dem Jahr 2014 wird er von Peter Sarsgaard dargestellt. Im Jahre 2019 wurde er in die US Chess Hall of Fame aufgenommen.

## Privatleben
Lombardy wuchs in einer verarmten italienischen Familie in New York auf und erhielt seine Schulbildung in einer katholischen Privatschule, die ihm neben einer weltlichen auch eine geistliche Ausbildung zukommen ließ. Lombardy wurde 1967 zum katholischen Priester geweiht. Ende der 1970er Jahre schied er aus dem Dienst der Kirche aus und heiratete eine aus den Niederlanden stammende Frau, mit der er einen 1984 geborenen Sohn hat. Die Ehe wurde 1992 geschieden.

## Buchveröffentlichungen
- Modern Chess Opening Traps (1972)
- U.S. Championship Chess (1975)
- Chess Panorama (1977)
- Chess for Children: Step by Step (1977)
- Guide to Tournament Chess (1978)
- Understanding Chess: My System, My Games, My Life (2011)